# Sierpc (Landgemeinde)
Die gmina wiejska Sierpc ist eine selbständige Landgemeinde in Polen im Powiat Sierpecki in der Woiwodschaft Masowien. Ihr Sitz befindet sich in der Stadt Sierpc. Die Landgemeinde, zu der die Stadt Sierpc selbst nicht gehört, hat eine Fläche von 150,2 km², auf der (Stand: 31. Dezember 2020) 7004 Menschen leben.

## Geographie

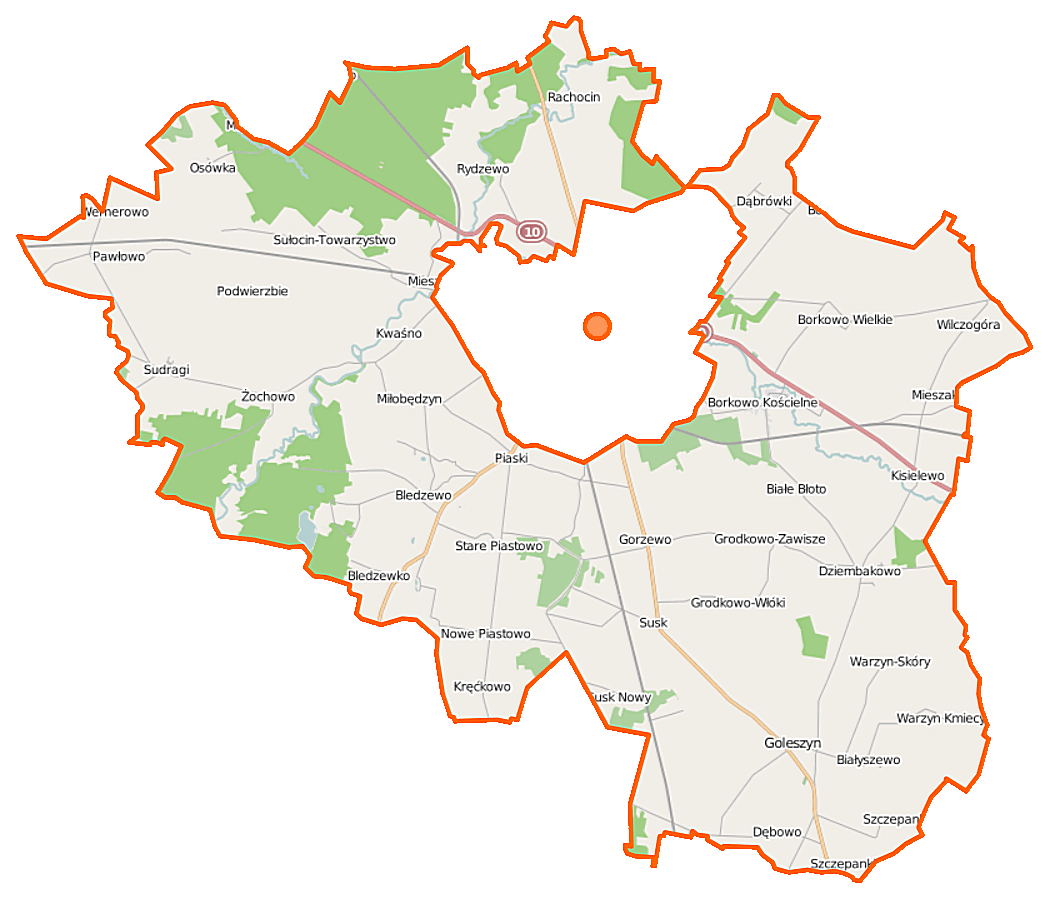
Karte der Landgemeinde

Das Gebiet der Landgemeinde umgibt die Stadt Sierpc an allen Seiten.

## Geschichte
Von 1975 bis 1998 gehörte die Landgemeinde zur Woiwodschaft Płock.

## Gemeindegliederung
Die Landgemeinde Sierpc besteht aus 40 Schulzenämtern und weiteren Ortschaften:
Białe Błoto, Białoskóry, Białyszewo, Białyszewo-Towarzystwo, Bledzewko, Bledzewo, Borkowo Kościelne, Borkowo Wielkie, Dąbrówki, Dębowo, Dziembakowo, Goleszyn, Gorzewo, Grodkowo-Włóki, Grodkowo-Zawisze, Karolewo, Kisielewo, Kręćkowo, Kwaśno, Mieszaki, Mieszczk, Miłobędzyn, Nowe Piastowo, Nowy Susk, Osówka, Pawłowo, Piaski, Podwierzbie, Rachocin, Rydzewo, Stare Piastowo, Studzieniec, Sudragi, Sułocin-Teodory, Sułocin-Towarzystwo, Susk, Szczepanki, Warzyn Kmiecy, Warzyn-Skóry, Wernerowo, Wilczogóra und Żochowo.